# Министерство по въпросите на ветераните на САЩ
Министерството по въпросите на ветераните на САЩ (на английски: United States Department of Veterans Affairs) ръководи програмите по издръжката и осигуровките на ветераните и техните семейства. Създадено е на 21 юли 1930 г. Получава ранг на министерство на 15 март 1989 г. Годишният му бюджет е в размер на 87,6 милиарда долара. Базирано е в столицата Вашингтон. За министерството работят 280 хиляди служители.